# Морозов, Александр Николаевич (Герой Социалистического Труда)
Алекса́ндр Никола́евич Моро́зов (25 августа 1925, Ярославская губерния, СССР — ?) — фрезеровщик Ленинградского электромашиностроительного завода «Электросила» имени С. М. Кирова Министерства электротехнической промышленности СССР, Герой Социалистического Труда (1971).

## Биография
Родился 25 августа 1925 года в Ярославской губернии (ныне Ярославская область) в семье крестьян. По национальности русский.
В 13-летнем возрасте потерял отца, переехал к сестре в Ленинград (ныне — Санкт-Петербург) и устроился учеником слесаря в стройконторе. Закончил седьмой класс. После открытия в 1940 году при заводе «Электросила» ремесленного училища, поступил туда на фрезеровщика, через год работал по специальности. В 1942 году был контужен при бомбёжке и эвакуирован в родную деревню.
С января 1943 по июнь 1944 года служил в армии, в 1943 году — стрелок 158-го стрелкового полка 47-й стрелковой дивизии 2-го Прибалтийского фронта. 8 декабря 1943 года был тяжело ранен в коленный сустав левой ноги в боях под Витебском, после лечения в госпитале демобилизован как инвалид 3-й группы.
В 1944 году вернулся на ту же работу на завод «Электросила», в 1947 году удостоен звания «Лучший по профессии». После обдумывания выполнения нового сложного заказа, требующего высокой точности и чистоты обработки, разработал (сделал эскизы и чертежи) приспособление для фрезерования радиусов, что привело к идее создания принципиально новой модели фрезерного станка. В 1952 году сконструировал новый фрезерный станок, в следующем году — второй, в 1956 году — третий. За высокие производственные достижения в 1962 году награждён орденом Ленина. С пятой моделью в 1965 году ездил на ВДНХ СССР, где завоевал золотую медаль и получил знак «Изобретатель СССР». В авторском свидетельстве на следующий уникальный станок указано, что его можно использовать вместо копировально-фрезерных станков и станков с программным управлением. Всего разработал девять моделей новых станков.
Указом Президиума Верховного Совета СССР от 20 апреля 1971 года «за выдающиеся успехи, достигнутые в выполнении заданий пятилетнего плана по развитию электротехнической промышленности» удостоен звания Героя Социалистического Труда с вручением ордена Ленина и золотой медали «Серп и Молот».
В 1976 году вступил в КПСС. Жил в Ленинграде, избирался депутатом Ленинградского городского Совета.
Награждён 2 орденами Ленина (07.03.1962; 20.04.1971), медалями, в том числе «За боевые заслуги» (06.11.1947).